# 秋山武三郎
秋山 武三郎（あきやま たけさぶろう、明治6年（1873年）5月8日 - 昭和13年（1938年）3月6日）は、電気通信技術の専門家。勲五等（明治39年（1906年））。学資を稼ぎながら苦学して大成した後もつね子夫人とともに勤倹に努め、昭和11年（1936年）「郷里の教育基金に」と、米沢市に20万円を寄付した（当時の米沢市年間予算が39万円）。苦学力行の士として知られる。

## 経歴
置賜県米沢館山口町（現山形県米沢市）にて米沢藩御細工組(中士階級)秋山秀之助の長男として生まる。今村信次郎海軍中将は従弟、妻つねは岡田文次の義妹である。明治19年（1886年）米沢中学校入学（現山形県立米沢興譲館高等学校）、山形尋常中学校（現山形県立山形東高等学校）、第二高等中学校を経て、明治32年（1899年）東京帝国大学工科大学卒業。逓信省電話局に勤め電話事業に従事した後、統監府に赴き電話の普及をはかる。明治44年（1911年）退官後、住友電線製造所支配人、住友電線専務取締役、日本電気株式会社取締役会長などを歴任した。
大学在学中に同郷の高野四郎とともに水力発電の滝の沢発電所（後に小野川発電所）を設計し、明治31年（1898年）米沢市に初めて電燈を点した。
昭和11年（1936年）1月から昭和12年（1937年）1月まで、電気学会会長を務めた。